# Antoni Borowski (burmistrz)
Antoni Borowski (ur. 23 października 1904 w Starej Otoczni, zm. 26 kwietnia 1956 w Warszawie) – polski samorządowiec.

## Życiorys
Syn Józefa i Franciszki z Sobolewskich. Mąż Heleny ze Stokowskich, ojciec Janusza, Irmy (żona Bohdana Kowalskiego) i Aleksandra. Dziadek Mariusza Kowalskiego.
W latach 1935–1942 sekretarz gminy Stok Ruski z siedzibą w Mordach (powiat siedlecki). W czasie okupacji niemieckiej członek ZWZ i AK. W związku z konspiracyjną działalnością aresztowany w 1942 przez Gestapo, osadzony na warszawskim Pawiaku, a następnie więziony w niemieckich obozach koncentracyjnych Auschwitz-Birkenau (numer obozowy: 156065) i Buchenwald. Po wyzwoleniu zatrudniony przez amerykańskie władze okupacyjne w Niemczech.
Po powrocie do kraju we wrześniu roku 1945 organizował polską administrację na Ziemiach Zachodnich. Pełnił m.in. funkcje burmistrza Jastrowia (1945-1946) i Wałcza (1946-1947). Z uwagi na stan zdrowia zamieszkał w Bystrzycy Kłodzkiej, gdzie pracował w administracji miejskiej. W 1950 odwołany z zajmowanego stanowiska z przyczyn politycznych.

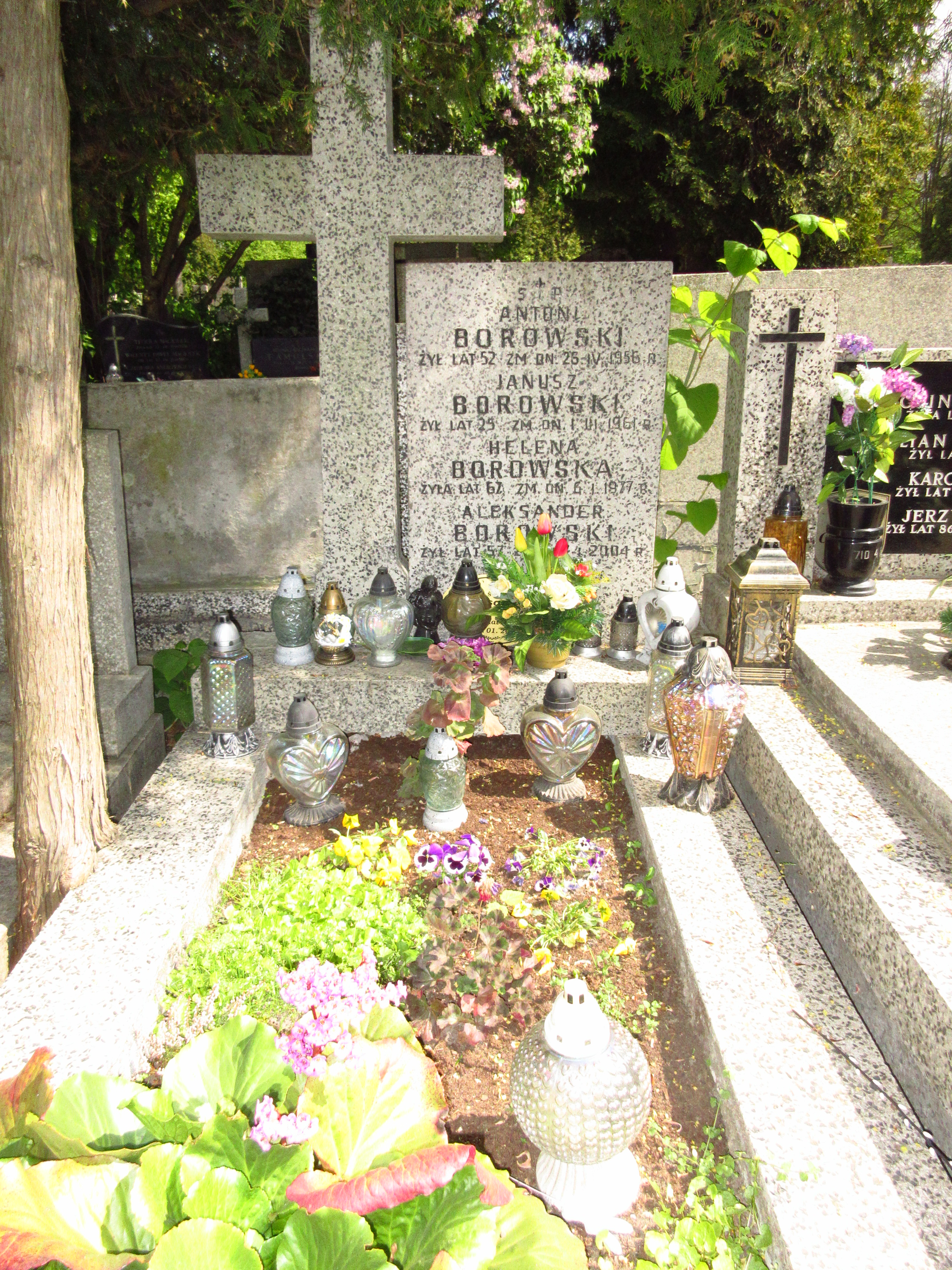
Grób Antoniego Borowskiego na Cmentarzu Bródnowskim.

Ostatnie lata życia spędził w Warszawie, gdzie pracował w Centrali Handlowej Motozbyt. Od 1954 na rencie zdrowotnej. Pochowany na cmentarzu Bródnowskim w Warszawie (kwatera 71D-4-15).